# Hatanisz
Hatanisz – według „Sumeryjskiej listy królów” jedyny władca należący do dynastii z Hamazi. Dotyczący go fragment brzmi następująco:
„W Hamazi Hatanisz panował przez 360 lat. (W sumie) jeden król panował przez 360 lat. Następnie Hamazi zostało pokonane i (siedziba) królestwa została przeniesiona do Uruk”.